# Cedric the Entertainer
Cedric the Entertainer, właśc. Cedric Antonio Kyles (ur. 24 kwietnia 1964 w Jefferson City) – amerykański aktor i komik.

## Filmografia
- The Steve Harvey Show (1996–2002) jako Cedric Jackie Robinson
- Ostra Jazda (Ride, 1998) jako Bo
- Agent XXL (Big Momma's House, 2000) jako Reverend
- The Proud Family (2001–2005) jako Bobby Proud (głos)
- Królestwo niebieskie (Kingdom Come, 2001) jako Beverly H. Hooker
- Dr Dolittle 2 (Dr. Dolittle 2, 2001) jako Miś w Zoo (głos)
- Epoka lodowcowa (Ice Age, 2002) jako Nosorożec (głos)
- Kto pierwszy, ten lepszy (Serving Sara, 2002) jako Ray Harris
- Barbershop (2002) jako Eddie
- Wchodzimy na antenę! (The Big Time, 2002) jako on sam (2005)
- Cedric the Entertainer Presents (2002) jako prowadzący
- Okrucieństwo nie do przyjęcia (Intolerable Cruelty, 2003) jako Gus Petch
- Barbershop 2: Z powrotem w interesie (Barbershop 2: Back in Business, 2004) jako Eddie
- Wakacje rodziny Johnsonów (Johnson Family Vacation, 2004) jako Nate Johnson
- Lemony Snicket: Seria niefortunnych zdarzeń (Lemony Snicket's A Series of Unfortunate Events, 2004) jako Konstabl
- Bardzo długa podróż poślubna (The Honeymooners, 2005) jako Ralph Kramden
- Flash (2005) jako Trener Levels
- Be Cool (2005) jako Sinclair 'Sin' Russell
- Anioł Stróż (Man of the House, 2005) jako Percy Stevens
- Madagascar (Madagascar, 2005) jako Maurice (głos)
- Back to School  (2006)
- Johnson Family Vacation 2 (2006) jako Nate Johnson
- Pajęczyna Charlotty (Charlotte's Web, 2006) jako Golly (głos)
- Mr. Lucky (2006) jako Malcolm Crowley
- Czyściciel (Code Name: The Cleaner, 2007) jako Jake Rodgers
- Cadillac Records (2008)
- Madagaskar 2 (2008) jako Maurice (głos)
- Madagaskar 3 (2012) jako Maurice (głos)